# اسلام عادل
اسلام عادل (عربی: إسلام عادل؛ زادهٔ ۱ ژوئیهٔ ۱۹۸۸) بازیکن فوتبال اهل مصر است.
او سابقهٔ حضور در باشگاه ورزشی الاهلی مصر در کارنامه دارد.